# Hollywood Ending
(Tagline del film)
Hollywood Ending è un film del 2002 scritto e diretto da Woody Allen.
Il titolo è traducibile come finale hollywoodiano o finale alla Hollywood.
Presentato fuori concorso al 55º Festival di Cannes, il film è uscito nelle sale statunitensi il 3 maggio 2002, e in Italia il 31 ottobre dello stesso anno.

## Trama
Val Waxman è un regista statunitense dal grande passato ma ormai sul viale del tramonto, che oggi non riesce a trovare altro ingaggio se non quello di dirigere spot pubblicitari di dubbio gusto. Nonostante ciò Ellie, la sua ex moglie, lo propone inaspettatamente per l'ambizioso progetto che il suo attuale fidanzato Hal, facoltoso produttore, sta mettendo in piedi. Anche se inizialmente Waxman è ritroso a lavorare per il nuovo compagno della consorte, alla fine accetta nella speranza di poter così tornare alla ribalta.
Le riprese iniziano, ma sotto il peggiore degli auspici: per cause ignote, Waxman subisce un blocco psicologico e diventa vittima di cecità isterica. Per le prime settimane Val riesce a tenere segreta la cosa, dapprima grazie all'aiuto del suo agente Al Hack e poi della stessa Ellie, che decide di non dire niente a nessuno, sicché in questo clima di complicità Val riesce a completare la pellicola. Durante una pausa di lavorazione, però, credendo di parlare con l'ex consorte, Val si sfoga circa il suo difficile stato d'animo; in realtà è ignaro di confessarsi con una giornalista presente sul set, che coglie al volo la fortuita occasione presentatasi e pubblica uno scoop sul fatto che regista non vedente abbia potuto dirigere un lungometraggio.
Riacquistata la vista, Waxman ha modo di giudicare per la prima volta il suo lavoro, rendendosi brutalmente conto del risultato finale: il film esce ugualmente nelle sale, ma il pubblico e la critica statunitense lo stroncano, descrivendolo come un'accozzaglia di scene senza senso. Nei giorni seguenti il regista sembra rassegnarsi alla cosa, confortato solo dal fatto di aver riallacciato il legame con Ellie ma, sorprendentemente, scopre che in Europa la sua opera è stata invece accolta come una delle migliori nella storia del cinema. Entusiasta, Val si prepara così per andare a vivere a Parigi, dove verrà accolto come un grande cineasta finalmente libero di esprimere la sua arte; con lui andrà Ellie, accortasi di amarlo ancora.

## Produzione
Il personaggio di Lu Yue (Barney Cheng), il direttore della fotografia cinese che non parla inglese, è stato ispirato a Woody Allen da Zhao Fei, direttore della fotografia nel suo film del 1999, Accordi e disaccordi. Zhao, infatti, parla un inglese molto approssimativo.
L'attrice Tiffani Thiessen si presentò ai provini per interpretare il ruolo di Lori Fox, ma per l'aspetto e la giovane età venne scartata, e il ruolo affidato a Debra Messing, più grande della Thiessen. Rimasto comunque colpito dalla sua prova, Allen volle creare un personaggio, Sharon Bates, esclusivamente per permettere alla Thiessen di poter recitare nel film.

## Citazioni e riferimenti
Hollywood Ending è forse il film più autobiografico di Allen, che qui mette sullo schermo quelle critiche che nel corso degli anni gli sono state più volte indirizzate, come sul fatto di concedere poco ai gusti del pubblico e d'inscenare spesso un umorismo ritenuto alle volte troppo cerebrale e snob. Allen in fondo si è sempre considerato un estraneo ad Hollywood, una specie di straniero in casa propria, un regista libero costretto a confrontarsi però con logiche di mercato che libere non sono. La costante preoccupazione di dover soddisfare un pubblico distratto da un lato e potersi esprimere liberamente dall'altro, provoca una frustrazione che il regista ha voluto fissare su pellicola proprio con un film come Hollywood Ending. Il regista Val Waxman è una personificazione non troppo velata dello stesso Allen, e nella pellicola sono numerosi i riferimenti a sé stesso, al suo stile cinematografico e alla sua carriera:
- Val Waxman ha due matrimoni falliti alle spalle, proprio come Woody Allen;
- A Waxman viene attribuita una carriera gloriosa, coronata col conseguimento di due Premi Oscar, ma che adesso si ritrova ad esser quasi dimenticato da pubblico e critica; quasi una caricatura d'una casistica simile vissuta per davvero da Allen che, avendo anch'egli un profilo cinematografico di tutto rispetto (era infatti vincitore – all'epoca – di tre Oscar nel 1978 e nel 1987), ma tra la fine degli anni ottanta e gli inizi dei novanta cominciò a perdere sempre più mordente presso pubblico e critica statunitensi, fino a farsi considerare un regista praticamente fatto e finito, quantomeno fino alla prima metà dei duemila;
- Ellie sostiene che il suo ex marito Val sarebbe perfetto per dirigere la nuova pellicola, poiché capace di rappresentare al meglio la città in cui essa è ambientata, New York. Proprio la grande mela è la città di Allen, ed è stata lo sfondo della maggior parte dei suoi lungometraggi;
- nel film, durante una discussione a una festa, alcuni amici di Val sottolineano come Alfred Hitchcock dirigesse pellicole al tempo stesso d'autore e di successo commerciale, e come questa sia la condizione perfetta per un regista di talento; Val invece non è affatto d'accordo con ciò. Allen la pensa esattamente così, in quanto non ha mai considerato il successo commerciale come indicativo della riuscita di un'opera;
- all'inizio, Waxman chiede di poter girare tutta la pellicola in bianco e nero, in quanto questo è per lui il colore naturale di una città come New York. Allen ha fatto successo proprio con questo sistema, girando in bianco e nero un film culto come Manhattan, e altri come Stardust Memories, Zelig, Broadway Danny Rose, Ombre e nebbia e Celebrity;
- a un party, Val esprime la sua preferenza per direttori della fotografia europei o comunque non americani. Lo stesso Allen, nei suoi lungometraggi, si è spesso avvalso di direttori della fotografia stranieri;
- durante la scrittura del suo articolo, la giornalista che segue il lavoro di Waxman sul set paragona il suo modo di girare a quello di Federico Fellini. Proprio Fellini è uno dei modelli che Allen ha sempre seguito nel corso della sua carriera;
- in quanto momentaneamente cieco, Val non può visionare i giornalieri del film che sta girando. Questo è un velato riferimento all'abitudine dello stesso Allen di non guardare mai i giornalieri dove compare lui stesso;[3]
- alla fine, la pellicola di Val ottiene più successo in Europa (in particolare in Francia) piuttosto che negli Stati Uniti, dove invece viene stroncato. Storicamente, quasi tutti i film di Allen sono stati maggiormente apprezzati nel vecchio continente piuttosto che in patria.

## Accoglienza
Negli Stati Uniti il film viene accolto negativamente e trova più successo in Europa. In particolare in Italia, dove viene lodato da Lietta Tornabuoni che così scrive su La Stampa:
(Lietta Tornabuoni)
Tullio Kezich, invece, sul Corriere della Sera, critica lo sviluppo elementare e banale del film:
(Tullio Kezich)